# Joseph Abiodun Adetiloye
Joseph Abiodun Adetiloye (Odo-Owa, Ekiti State, 25 december 1929 - ald. 14 december 2012) was een geestelijke van de (anglicaanse) Kerk van Nigeria en de tweede aartsbisschop en Primaat van Heel Nigeria (1986-1999).

## Biografie
Adetiloye besloot reeds op jonge leeftijd dat hij anglicaans priester wilde worden. Hij volgde de priesteropleiding in Ibadan en werd in 1953 gewijd. Hij vervolgde zijn studies aan King's College (Londen) en Wycliff Hall (Oxford). Hij behaalde aan King's College zijn Bachelor of Divinity. Hij specialiseerde zich in de theologie van het Oude Testament. In 1966 werd hij vicaris van de Kathedraal van de H. Jacobus in Abidjan en in augustus 1970 werd hij tot bisschop gekozen van van Ekiti; in 1985 werd hij bisschop van Lagos (tot 1999).
Adetiloye werd op 26 december 1986, een dag na zijn zevenenvijftigste verjaardag, geïntroniseerd als Primaat van Heel Nigeria en daarmee het hoofd van de anglicaanse kerk van het land. Hij volgde Timothy Olufosoye op, de eerste Primaat (r. 1979-1986). Adetiloye bleef in het ambt tot 1999 toen hij op zijn beurt werd opgevolgd door Peter Akinola.
Joseph Adetiloye besteedde gedurende zijn loopbaan binnen de Kerk van Nigeria veel tijd aan zending en evangelisatie. In de periode na de onafhankelijkheid van Nigeria (1960) maakte de Kerk van Nigeria een enorme groei door, een trend die zich sterk voortzette onder Adetiloye's Primaatschap. Tijdens het episcopaat van Adetiloye als bisschop van Lagos werd in 1978 het Lagos Anglican Bible College geopend. Adetiloye werd vanwege zijn drang tot evangelisatie onder meer "Apostle of Evangelism" genoemd.
Na zijn Primaatschap trok Adetiloye zich terug uit het openbare leven. Hij stierf op 14 december 2012, enkele weken voor zijn 83ste verjaardag.